# Dan Damian
Dan Damian (n. 29 iulie 1927, Rădășeni, Suceava – d. 9 martie 2012, București) a fost un actor român.

## Biografie
Dan Damian s-a născut la 29 iulie 1927, în comuna Rădășeni. Cariera sa la Teatrul Bulandra a început în 1953 odată cu spectacolul „Lumina de la Ulmi” de Horia Lovinescu în regia lui Dan Nasta.
În cei peste 38 de ani de colaborare cu Teatrul Bulandra, Dan Damian a interpretat peste douăzeci de personaje sub îndrumarea unora dintre cei mai importanți regizori români dintre care: Valeriu Moisescu, Petre Popescu, Dinu Negreanu, Gábor Tompa, Cornel Todea sau Dan Micu și s-a întâlnit cu multe dintre cele mai mari nume ale teatrului românesc – Fory Etterle, Beate Fredanov, Mihai Mereuță, IIeana Predescu, Ștefan Bănică, Aurel Cioranu, Vally Voiculescu, Gina Patrichi, Octavian Cotescu, Rodica Tapalagă, Ștefan Ciubotărașu, Florian Pittiș, Mircea Albulescu, Ion Besoiu, Tamara Buciuceanu, Virgil Ogășanu, Marcel Iureș, Mariana Mihuț, Victor Rebengiuc, Ion Caramitru.

## Filmografie
- Vifornița (1973)
- Porțile albastre ale orașului (1974)
- Ștefan cel Mare - Vaslui 1475 (1975)
- Tufă de Veneția (1977)
- Am fost șaisprezece (1980)
- Calculatorul mărturisește (1982)
- Rămân cu tine (1982)
- Căruța cu mere (1983)
- Racolarea (1985)
- Cucoana Chirița (1987)
- Chirița în Iași (1988)
- Aniela (2009)

## Decesul
Dan Damian, actor al Teatrului Bulandra din București, care a jucat în spectacole semnate de regizori precum Gábor Tompa, Cornel Todea și Dan Micu, a murit vineri 9 martie 2012, la vârsta de 84 de ani.